# RMS Empress of Ireland
RMS Empress of Ireland byla loď sloužící mezi lety 1906 a 1914. Je známá pro své katastrofické potopení 29. května 1914 v řece Svatého Vavřince. Jedná se o největší lodní katastrofu v historii Kanady a svou velikostí téměř zastínila i potopení Titanicu. Při nehodě zahynulo 1012 lidí z 1477 na palubě. Loď se potopila po srážce s lodí SS Storstad v důsledku mlhy a nedorozumění. Vodotěsné dveře Empress of Ireland byly ručně zavírané a nepodařilo se je zavřít, v důsledku toho se loď převrátila a potopila během 14 minut, nebylo tedy dost času na evakuaci lidí (mnozí zemřeli přímo ve svých kabinách/kajutách).